# Sinodul de la Alba Iulia
Sinodul de la Alba Iulia a fost convocat în anul 1698 de mitropolitul Atanasie Anghel pentru a discuta cu preoții și cu protopopii chestiunea integrării religioase a românilor ardeleni sub autoritatea papei de la Roma. Pe 7 octombrie 1698 sinodul împreună cu mitropolitul Anghel a adoptat formularea „Noi, Vlădica , Protopopii și Popii Băsericii Românești dăm știre tuturor că de bună voia noastră ne unim cu Băserica Romei și ne mărturisim mădulările cestei Băserici Sânte a Romei”. Actul Unirii cu Biserica Romei a fost semnat de întreg sinodul și întărit cu sigiliul Mitropoliei de Bălgrad (Alba Iulia). Prin acest act, Biserica ortodoxă a românilor din Ardeal, trecută sub jurisdicția canonică a Sfântului Scaun, devine și își continuă existența sub numele de "Biserica Română Unită cu Roma, Greco-Catolică".

## Cartea de mărturie din 7 octombrie 1698
Cartea de mărturie este unul din cele trei documente care legitimizează unirea cu Biserica Romei a clerului român și a credincioșilor ortodocși din Transilvania. Celelalte două documente sunt declarația din februarie 1697 a mitropolitului Teofil Seremi și a altor participanți la un sinod ținut în Alba Iulia și așa-numitul Act al Unirii semnat de Mitropolitul Atanasie și de participanții de la sinodul din 4 septembrie 1700, ținut la Alba Iulia. Actul este format din trei file (șase pagini), primele două formate dintr-o coală unică îndoită în două iar a treia filă lipită ulterior.

### Pagina întâi
"Noi mai în gios scriși, vlădica, protopopii și popii besericilor rumânești dăm în știre tuturor cărora să cuvine, mai vărtos Țărăi Ardealului. Cercând noi schimbarea aceștii lumi înșelătoare și nestarea și nieperirea sufletelor, căruia în măsură mai mare trebue a fi decăt toate, den bună voia noastră ne unim cu Beserica Romei cea catholiciască și ne mărturisim a fi mădularele ceștii Biserici sfinte catholicească a Romei prin ceastă carte de mărturie a noastră și cu acele priveligiomuri voim să trăim cu carele trăesc mădulările și popii aceștii Biserici sfinte, precum înălția sa împăratul și coronatul craiu nostru în milostenia decretumului înălții sale ne face părtași, care milă a nălții sale nevrând a o lepăda cum să cade credincioșilor înălții sale, această carte de mărturie și nălții sale și țărăi Ardealului o dăm înainte. Pentru care mai mare tărie, dăm și pecețile și scrisorile mănilor noastre. S-au dat în Belgrad (Alba Iulia) în anii Domnului 1698, în 7 zile a lui octomvrie.
Însă într-acesta chip ne unim și ne mărturisim a fi mădulările sfintei, catholiceștii Biserici a Romei, cum pre noi și rămășițele noastre (urmașii noștri) din obiceiul Bisericii noastre a Răsăritului să nu ne clătească. Ci toate țărămoniile, sărbătorile, posturile, cum până acum, așa și de acum înainte să fim slobozi a le ținea după călinadriul vechiu și pre cinstitul vlădica nostru Athanasie nime păn-în moartea sfinții sale să n-aibă puteare a-l clăti den scaunul sfinții sale. Ci tocma de i s-ar tămpla moarte să stea în voia soborului pre cine ar alege să fie vlădică, pre care sfinția sa papa și înălțatul împărat să-l întărească și patriarhul de suptu biruința înălții sale să-l hirotonească. Și în obiceiul și dregătoriilor protopopilor carii sănt și vor fi, nici într-un fel de lucru să nu se amestece, ci să se ție cum și păn-acum. Iar de nu ne vor lăsa pre noi și pre rămășițele noastre într-această așezare, pecețile și iscăliturile noastre care am dat să n-aibă nici o tărie. Care lucru l-am întărit cu pecetea Mitropolii noastre pentru mai mare mărturie."

### Pagina a doua, în latină
Textul este o traducere a celui românesc. Se spune că unirea se face din insuflare dumnezeiască și, mai mult, primind, mărturisind și crezând toate câte le mărturisește ea (Roma), dar mai ales cele patru puncte în care știam că ne deosebim până acum, care ni se arată în prea milostivul decret și în diploma prea sfintei sale maiestăți.

### Paginile 3-5
Cuprind semnăturile a 38 de protopopi, cu 37 peceți și transcrierea în latinește a numelui și sediului.

### Pagina 5
După ultimele semnături protopopești:
"Și așa ne unim cu acești ce scri mai sus, cum toată legea noastră, slujba Besericii, leturghia, posturile și carindariul nostru să stea pre loc, iară dacă n-ar sta pre loc acele, nici aceste peceți ale noastre să n-aibă nici o tărie asupra noastră și vlădica nostru Athanasie să fie în scaun și nime să nu-l hărbutăluiască"  și o pecete ce acoperă două litere din penultimul rând. Acest text este adăugat de Atanasie Anghel, conform expertizei grafologice, dar fără semnătura acestuia.

## Controverse
Există anumite controverse care se referă, atât asupra documentului original al Manifestului Unirii, cât și asupra traducerii lui în limba latină.

### Documentul original
Actul de Unire cu Biserica Romei a românilor ardeleni se găsește în fondurile Academiei Române. 
Istoricul Ioan Lupaș arată în 15 iunie 1700 Mitropolia ortodoxă de Alba Iulia, păstorită de Atanasie Anghel (mitropolitul în funcție) primește în acea perioadă de la domnitorul Ungro-Vlahiei, Constantin Brâncoveanu, un sprijin de 6.000 galbeni pe an și moșia Merișanilor.

### Alte supoziții
Există și supoziția conform căreia actul în speță ar fi fost realizat abia în 1701, când Atanasie Anghel, chemat la Viena (după recentele evenimente petrecute în Transilvania), a fost pus să aleagă între neunirea și, respectiv, unirea cu Biserica Romei. Atanasie Anghel, care primise la hirotonirea sa episcopală la București, ca mitropolit (arhiepiscop) ortodox, legământul să apere legea Bisericii răsăritene, mai ales față de tentativele de schimbare a limbii liturgice eline sau slavone cu cea română (promovată adesea de mediile protestant-calvine maghiare), își menține dorința de unire religioasă cu Biserica Catolică conform manifestului adoptat de Sinodul Bisericii românilor ardeleni ținut în cetatea Bălgradului la 1698 și repetat în 1700. Conform normelor canonice de atunci a Bisericii Catolice (de după Conciliul tridentin de la 1545-1563), aflat la Viena, în fața cardinalului Leopold Karl von Kollonitsch, Atanasie Anghel a făcut o mărturisire publică de credință față de Biserica Romei. Cu această ocazie a primit totodată titlul de consilier imperial și o rentă anuală de câteva mii de florini. 
În încheierea documentului de Unire din 1698, scris și semnat chiar de mitropolitul Atanasie Anghel, stă textul: "Și așa ne unim cu acești ce scrie mai sus, cum toată legea noastră, slujba Besericii, leturghia, posturile și carindariul nostru să stea pre loc, iară dacă n-ar sta pre loc acele, nici aceste peceți ale noastre să n-aibă nici o tărie asupra noastră."
Se observă și aici ca și în celelalte texte românești cu privire la documentul de Unire că respectivul act menționează explicit recunoașterea Papei ca nou Patriarh, pe lângă celelalte trei puncte florentine (existența Purgatoriului înainte de a ajunge în Paradis; Filioque – purcederea Spiritului Sfânt atât de la Tatăl, cât și de la Fiul; recunoașterea azimei nedospite ca specie de cuminecare precum pâinea dospită), criterii stabilite la Conciliul de la Basel, Ferrara și Florența (1431-1449) cu privire la unirea Bisericii Răsăritene cu cea Apuseană.